# Alex Otto
Alex Otto (* 17. Februar 1861 als Alexander Otto Pfennigwerth in Mainz; † 29. November 1936 in Hamburg) war ein deutscher Schauspieler und Theaterregisseur mit langjähriger Tätigkeit an Hamburger Bühnen.

## Leben
Der Sohn des Schauspielers Wilhelm Otto (1825–1918) und der Schauspielerin Rosa Otto-Martineck (1836–1928) hatte zunächst einige Semester Medizin in München und Rostock studiert, ehe er bei seinem Vater Schauspielunterricht nahm. Seine Bühnenlaufbahn begann Otto an einer Wanderbühne am 26. September 1880 in Verden, wo er mit dem Stück „Galoschen des Glücks“ auftrat. Anschließend ging er weiter auf Tournee. Von 1882 bis 1888 gehörte Otto dem Ensemble des Meininger Hoftheaters an.
Nach einem Zwischenspiel am Stadttheater von Lübeck (festangestellt von November 1888 bis März 1889) übersiedelte Alex Otto im September 1889 für eine Verpflichtung an das Stadttheater in die Hansestadt Hamburg, der er den Rest seines Lebens verbunden bleiben sollte. Als Nachfolger Adalbert Matkowskys wurde der zuletzt bullige, glatzköpfige Künstler mit tragenden Rollen bedacht. So sah man ihn als Hagen von Tronje in Die Nibelungen, als Wilhelm Tell, als Faust, als Holofernes, als Othello, als Fuhrmann Henschel, als Karl Moor und in vielen anderen Rollen. Ab 1903 wirkte Otto am Deutschen Schauspielhaus. Otto feierte künstlerische Erfolge sowohl im Drama als auch im Lustspiel und war an dieser Spielstätte auch als Regisseur tätig.
In den ersten Jahren nach dem Ersten Weltkrieg trat Alex Otto auch in einer Reihe von in Hamburg entstandenen Stummfilmen vor die Kamera. Bis 1922 wurde er als Charakterdarsteller für Produktionen der Vera-Filmwerke AG verpflichtet und spielte an der Seite von filmisch erfahreneren Kollegen wie Werner Krauß, Alf Blütecher, Philipp Lothar Mayring, Fred Immler und Emil Jannings. Keiner dieser Filme besitzt künstlerische Bedeutung. Nebenbei war er auch als Schauspiellehrer aktiv, zu seinen Schülern gehörte unter anderen Karin Hardt.
In einem Nachruf hieß es: „Alex Otto, einer von der alten Garde des Hamburger Staatlichen Schauspielhauses begabter und gefeierter Darsteller, kundiger Spielleiter, Rezitator und Festspieldirektor, für die Kleinen zur Weihnachtszeit der beliebte Märchenonkel.“
Sein Bruder war der Schauspieler Julius Otto, verheiratet war er mit Margarethe Körner.

## Filmografie
- 1919: Colombine. Die Braut des Apachen – Vera-Filmwerke
- 1920: Der Staatsanwalt – Vera-Filmwerke
- 1920: Die schwarze Rose von Cruska – Vera-Filmwerke
- 1921: Sklaven der Rache – Vera-Filmwerke
- 1921: Das Geheimnis der grünen Villa – Vera-Filmwerke
- 1922: Die kleine Stenotypistin – Vera-Filmwerke

## Hörspiele (Auswahl)
- 1925: Henrik Ibsen: Peer Gynt. Dramatisches Gedicht (Peer Gynt, Sohn der Bauerswitwe Ase) – Regie: Hans Bodenstedt; Hermann Beyer (Sendespiel (Hörspielbearbeitung) – NORAG)
- 1925: Johann Wolfgang von Goethe: Götz von Berlichingen. Schauspiel in fünf Aufzügen (Götz von Berlichingen) – Regie: Hans Bodenstedt; Hermann Beyer (Sendespiel (Hörspielbearbeitung) – NORAG)
- 1926: Johann Wolfgang von Goethe: Götz von Berlichingen. Schauspiel in fünf Aufzügen (Götz von Berlichingen) – Regie: Hans Bodenstedt; Hermann Beyer (Sendespiel (Hörspielbearbeitung) – NORAG)
- 1926: Max Halbe: Der Strom. Drama (Ulrich) – Regie: Hermann Beyer (Sendespiel (Hörspielbearbeitung) – NORAG)

Anmerkung: Alle Sendungen wurden  Live ohne Aufzeichnung ausgestrahlt.